# Hiroaki Tajima
Hiroaki Tajima (jap. 田島 宏晃, Tajima Hiroaki; * 27. Juni 1974 in der Präfektur Shizuoka) ist ein ehemaliger japanischer Fußballspieler.

## Karriere
Tajima erlernte das Fußballspielen in der Schulmannschaft der Shimizu Higashi High School. Seinen ersten Vertrag unterschrieb er 1993 bei Shimizu S-Pulse. Der Verein spielte in der höchsten Liga des Landes, der J1 League. 1993 erreichte er das Finale des J.League Cup. 1996 gewann er mit dem Verein den J.League Cup. Für den Verein absolvierte er 28 Erstligaspiele. 1997 wechselte er zum Zweitligisten Honda FC. Für den Verein absolvierte er 69 Spiele. 2000 wechselte er zum Ligakonkurrenten Yokohama FC. 2000 wurde er mit dem Verein Meister der Japan Football League und stieg in die J2 League auf. Für den Verein absolvierte er 94 Spiele. 2003 wechselte er zum Drittligisten Sagawa Express Tokyo. Ende 2003 beendete er seine Karriere als Fußballspieler.

## Erfolge
Shimizu S-Pulse
- J.League Cup

Sieger: 1996
Finalist: 1993